# Гштрайн, Фабио
Фабио Гштрайн (нем. Fabio Gstrein; род. 14 июня 1997, Зёльден, Тироль) — австрийский горнолыжник, призёр этапа Кубка мира. Специализируется в слаломных дисциплинах.

## Карьера
Родители Фабил, Готард и Анита Гштрейн, также были активными горнолыжниками. Отец становился чемпионом мира среди лыжных инструкторов, а мать выиграла престижную награду Trofeo Topolino. Управляют лыжной школой в Хохзельд. Бывший чемпион мира и призёр Олимпийских игр Бернхард Гштрайн — двоюродный брат Фабио.
Дебют на Кубке мира состоялся 21 января 2018 года в Китцбюэле.
В 2021 году Гштрейн впервые принял участие в чемпионате мира. В параллельном спуске, впервые проведенном в Кортина д’Ампеццо, занял 6-е место, уступив в четвертьфинале Матьё Февру.
На чемпионате мира в Куршевеле в 2023 году занял 4-е место в составе Австрии в командных соревнованиях. В слаломе расположился на 16-м месте в итоговом протоколе.
В конце января 2025 года Фабио впервые в карьере поднялся на подиум этапа Кубка мира, заняв третье место в слаломе на трассе в Шладминге.
В феврале 2025 года на чемпионате мира в австрийском Зальбахе стал пятым в командной комбинации и 11-м в слаломе.

## Результаты на крупнейших соревнованиях

### Чемпионаты мира
| Чемпионат мира          | Скоростной спуск | Супергигант | Гигантский слалом | Слалом | Комбинация | Команды | Паралл. гигантский слалом |
| ----------------------- | ---------------- | ----------- | ----------------- | ------ | ---------- | ------- | ------------------------- |
| 2021 Кортина-д’Ампеццо  | —                | —           | —                 | —      | —          | 5       | 6                         |
| 2023 Куршевель/Мерибель | —                | —           | —                 | 16     | —          | —       | —                         |
| 2025 Зальбах            | —                | —           | —                 | 11     | 5          | —       | —                         |

### Подиумы на этапах Кубка мира (2)
| № | Сезон   | Дата        | Место     | Дисциплина | Место |
| - | ------- | ----------- | --------- | ---------- | ----- |
| 1 | 2024/25 | 29 янв 2025 | Шладминг  | Слалом (1) | 3     |
| 2 | 2024/25 | 27 мар 2025 | Сан-Валли | Слалом (2) | 3     |